# Alexander Macdonell

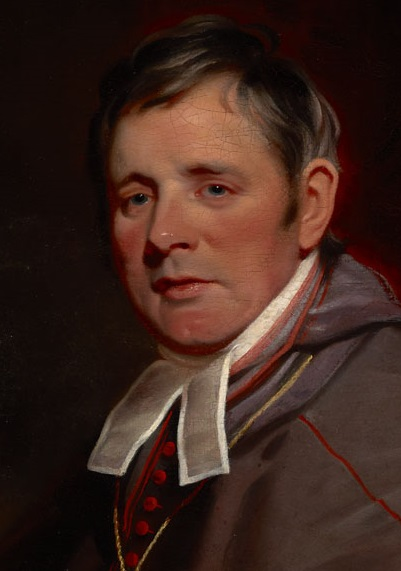
Alexander Macdonell (Porträt von Martin Archer Shee, 1823)

Alexander Macdonell, bis 1838 Eigenschreibung McDonell, (* 17. Juli 1762 in Glengarry, Schottisches Hochland; † 14. Januar 1840 in Dumfries) war ein schottischer römisch-katholischer Geistlicher und der erste Bischof von Kingston in Kanada. Er war sowohl in Schottland als auch in Kanada politisch aktiv.

## Leben

### Schottland
Macdonell entstammte dem gleichnamigen Hochland-Clan im Tal des River Garry. Beim Jakobitenaufstand 1745 hatten sie den katholischen Thronprätendenten Charles Edward Stuart unterstützt. Unter dem Druck der danach verschärft angewendeten Penal Laws schlugen sie einen dezidiert königstreuen Kurs ein. Das galt auch lebenslang für Alexander Macdonell.
Für Katholiken, die eine akademische Ausbildung anstrebten, standen nur ausländische Einrichtungen offen. Macdonell ging deshalb nach häuslichem Schulunterricht zum Philosophie- und Theologiestudium an das schottische Kolleg in Paris, danach an das schottische Kolleg in Valladolid. Dort empfing er am 16. Februar 1787 die Priesterweihe. Anschließend kehrte er als Seelsorger für die verstreuten Katholiken nach Schottland zurück. Er wirkte in Badenoch, danach in Lochaber unter den gälischsprachigen Kleinbauern.
Die alte Wirtschafts- und Sozialstruktur der Clans löste sich jedoch auf. Es gelang Macdonell, einen Großteil seiner Pfarrangehörigen in der expandierenden Baumwollindustrie in Glasgow unterzubringen. Er selbst ging 1792 als ihr Seelsorger dorthin. Die französische Handelsblockade im Zuge des Ersten Koalitionskriegs zerstörte schon 1793 die wirtschaftliche Basis.
Im selben Jahr nahm Macdonell mit dem protestantischen Clanchef Alexander Ranaldson Macdonell of Glengarry Kontakt auf, und beide entwickelten den Plan eines Fencible-Regiments, bestehend aus ihren arbeitslosen Landsmännern, bereit zu Einsätzen auch außerhalb von England und Schottland. Die Regierung in London begrüßte das Projekt, und die Glengarry Fencibles unter der Leitung von Alexander Ranaldson Macdonell wurden gebildet. Alexander Macdonell wurde ihnen 1794 als Militärgeistlicher zugeordnet – der erste katholische Militärgeistliche der britischen Armee seit der Reformation.
Nach einer Stationierung auf Guernsey wurden die Glengarry Fencibles zur Niederschlagung der Rebellion von 1798 nach Irland geschickt, wo sie auf Seiten des Königs gegen die katholischen Aufständischen kämpften. Macdonell setzte sich aber auch für die Versorgung der gefangenen Aufständischen und für die Wiederherstellung profanierter katholischer Kirchen ein.
Nach dem Frieden von Amiens 1802 wurden die Glengarry Fencibles aufgelöst und die Männer waren wieder ohne Einkommen. Alexander Ranaldson Macdonell machte zudem den Geistlichen für die angehäuften Schulden verantwortlich, was diesem eine mehrmonatige Gefängnisstrafe eintrug. Nach seiner Entlassung im Januar 1803 betrieb er die Ansiedlung seiner Leute im britischen Oberkanada, wo bereits einige Clanangehörige, die im Amerikanischen Unabhängigkeitskrieg auf königlich-britischer Seite gekämpft hatten, Glengarry County gegründet hatten. Dabei kamen ihm die während des Einsatzes in Irland und durch seine uneingeschränkte Königstreue gewonnenen Beziehungen zugute.

### Kanada

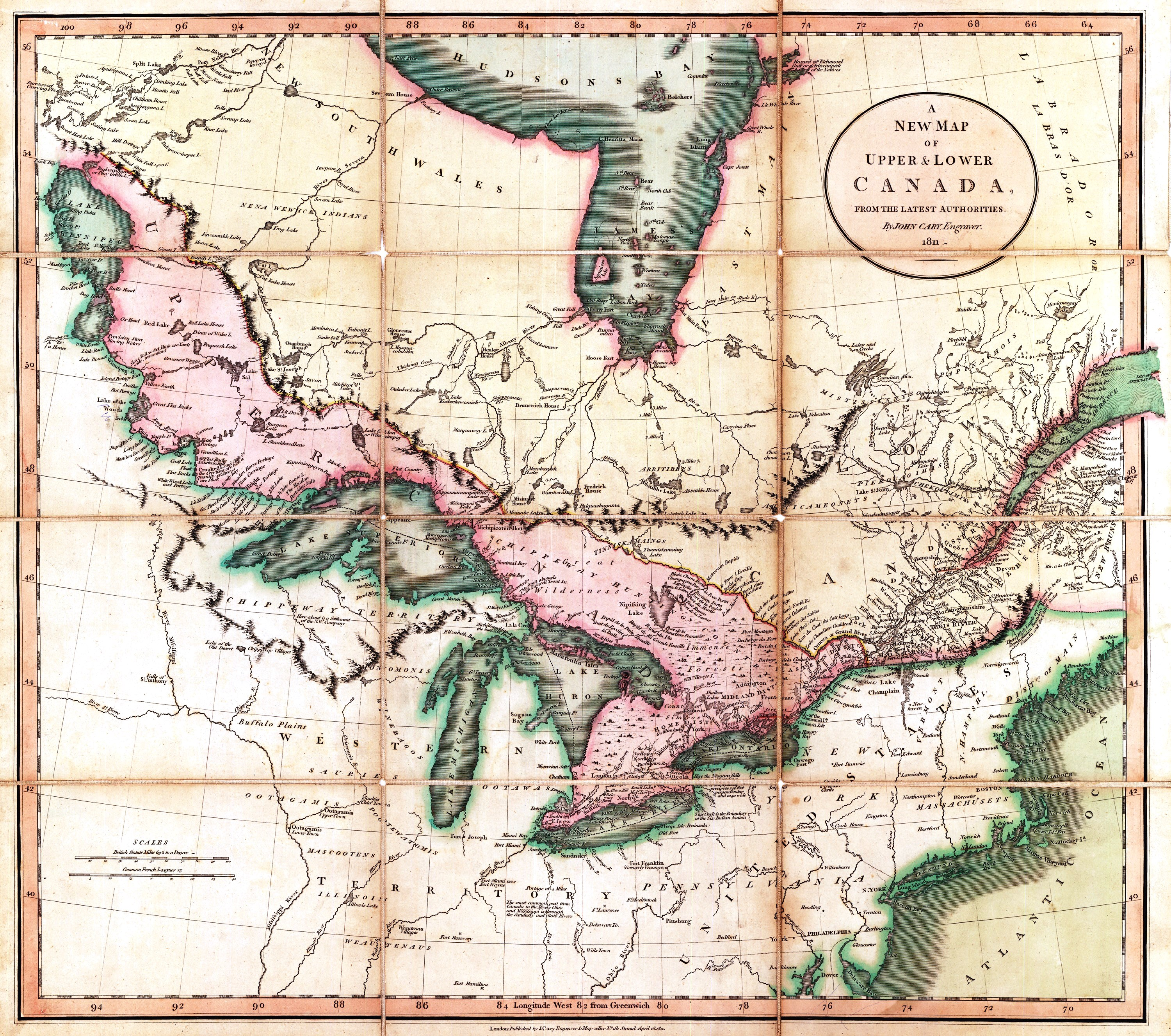
Oberkanada (hellrot) im Jahr 1811; ganz im Osten Glengarry County; am Ontariosee die Provinzhauptstadt (bis 1832) Kingston

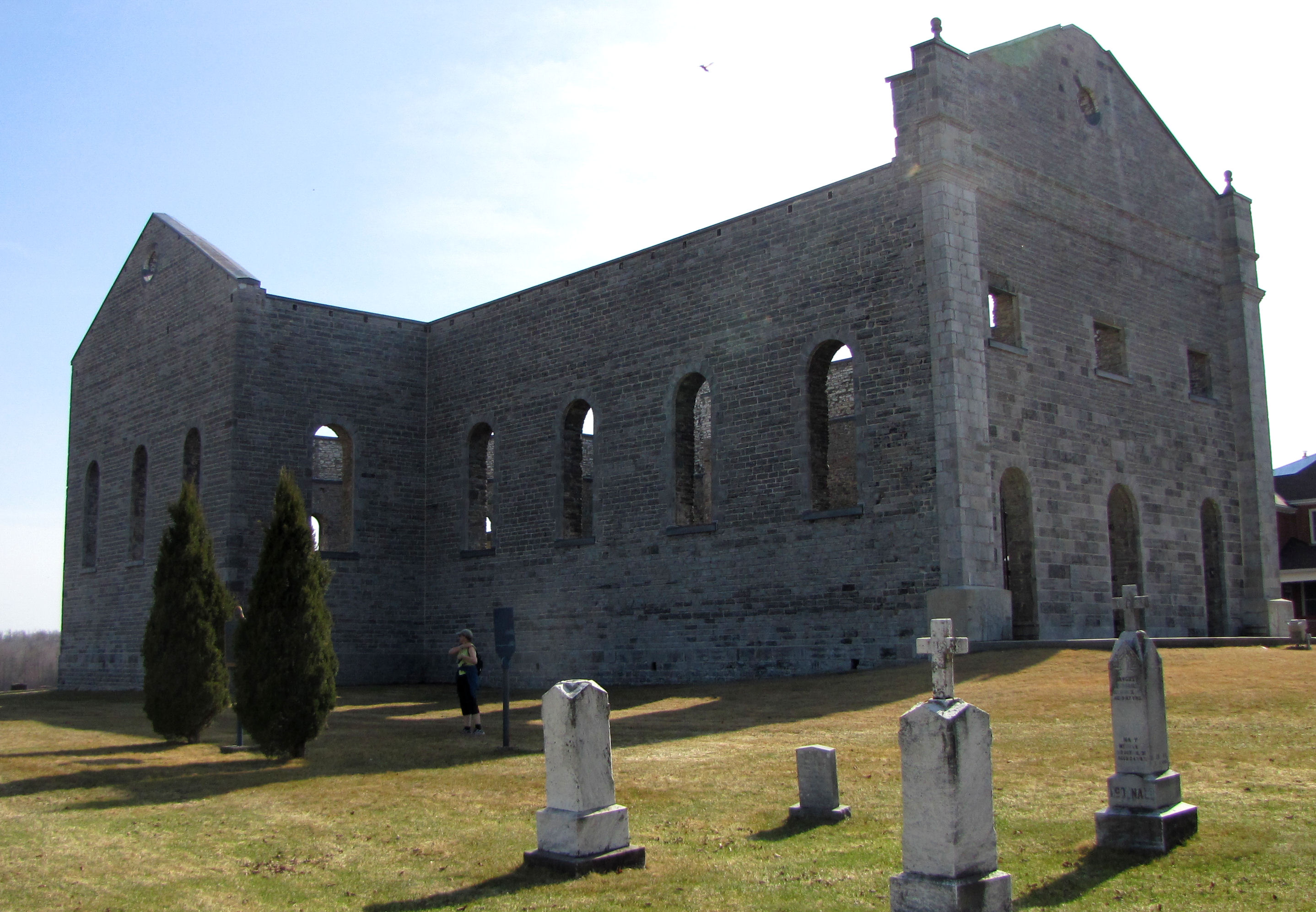
Ruine der St.-Raphaels-Kirche in South Glengarry, Ontario, erbaut 1821, abgebrannt 1970

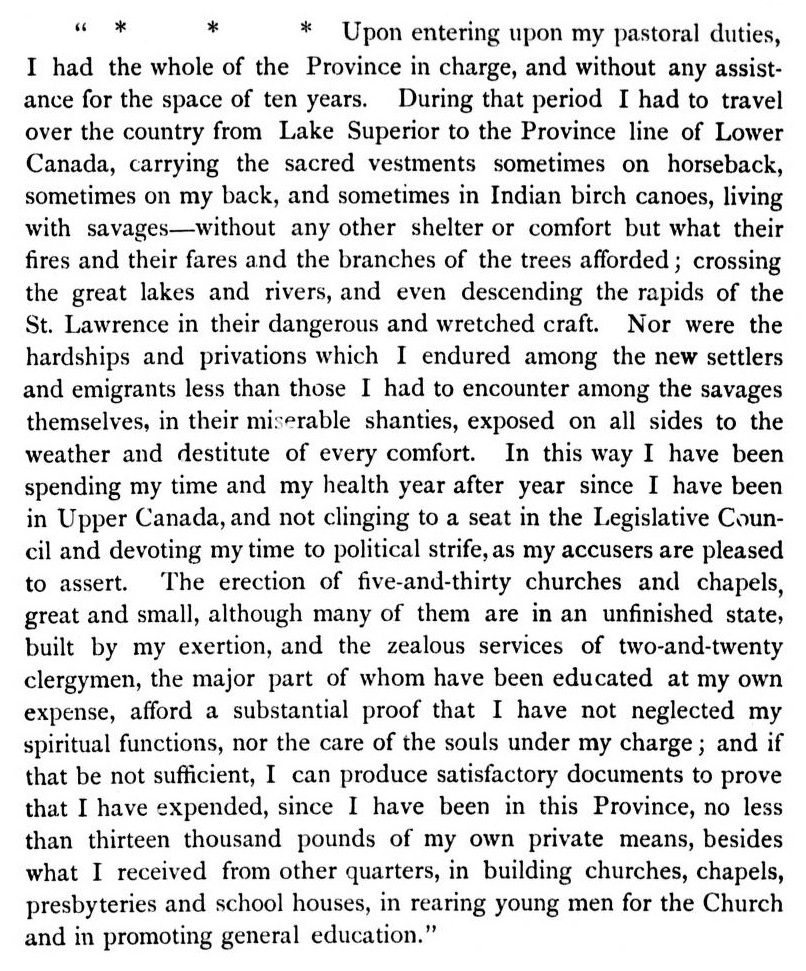
Auszug aus einem Brief Macdonells an Vizegouverneur Francis Bond Head (1836), in dem er Vorwürfe zurückweist, die im House of Assembly gegen ihn erhoben wurden, und die Anfangsjahre seines Wirkens in Oberkanada beschreibt

#### Generalvikar des Bischofs von Québec
Im September 1804 setzte er nach Kanada über. Im französisch geprägten Niederkanada erhielt er von Bischof Pierre Denaut Jurisdiktionsrechte für das Gebiet, in das er unterwegs war, wo es kaum Katholiken und keinen Priester gab. Vermittelt hatte den Kontakt Denauts Koadjutor Joseph-Octave Plessis, der 1806 dessen Nachfolger wurde. Mit ihm blieb Macdonell freundschaftlich verbunden. Plessis betrieb die Aufteilung seiner Diözese Québec, die damals das gesamte Britisch-Nordamerika umfasste, und die Ernennung Macdonells zum Bischof. Vorläufig ernannte er ihn zu seinem Generalvikar.
Macdonell ließ sich bei der St.-Raphaels-Kirche in South Glengarry nieder. Sein Wirkungsbereich umfasste ganz Oberkanada. Besonderes Augenmerk hatte er auf die Erwerbssituation seiner schottischen Landsleute. In der Nähe von Saint Raphael’s ließ er eine Wassermühle mit Damm (1819) bauen, um die in der Folgezeit die nach ihm benannte Stadt Alexandria entstand. Er erwarb Grundstücke zum Kirchenbau in Kingston und York. In Verhandlungen mit der Kolonialregierung erreichte er die staatliche Besoldung des katholischen Klerus in Gleichstellung mit den kanadischen Episkopalgemeinden, die damals noch Teil der Church of England waren. Im Gegenzug garantierte er die Königstreue der katholischen Siedler. Das Arrangement störte allerdings die bis dahin gute Beziehung zu John Strachan, dem führenden Geistlichen der kanadischen Anglikaner.
Als sich zwischen Großbritannien (einschließlich Kanada) und den Vereinigten Staaten ein neuer Krieg anbahnte, bot Macdonell der Kolonialregierung die Aushebung eines Regiments ähnlich den Glengarry Fencibles an. Das Angebot wurde nach einigem Zögern angenommen, und kurz vor Ausbruch des Britisch-Amerikanischen Kriegs 1812 stand das Glengarry Regiment; Macdonell wurde ihm wieder als Chaplain zugeordnet.
Bei Wahlen unterstützte er erfolgreich die regierungstreuen Kandidaten, wobei er seinen Clan hinter sich hatte. Im Verlauf des Krieges spielte er eine aktive, auch militärische Rolle, was wiederum der rechtlichen Stellung der katholischen Kirche im Land zugutekam.
Im Juni 1816 weihte Bischof Plessis die erste katholische Kirche in Kingston, die spätere Kathedrale. Er vereinbarte mit Macdonell, dass dieser nach London reisen sollte, um die Teilung der Diözese und die staatliche Finanzierung katholischer Priester und Lehrer in Oberkanada zu erreichen. In London verhandelte er ein Jahr lang geschickt unter Berücksichtigung der traditionellen antikatholischen Vorbehalte und der Interessen der Church of England. Sein Vorschlag, in Oberkanada zunächst ein Apostolisches Vikariat zu errichten, führte zum Erfolg. Auch seine finanziellen Forderungen, begleitet von der Zusage unbedingter antirepublikanischer Loyalität seiner Leute, wurden zum großen Teil erfüllt.
1820 ernannte der Heilige Stuhl Macdonell zum Apostolischen Vikar für Oberkanada und Titularbischof von Rhesaina. Die Bischofsweihe empfing er am 31. Dezember 1820 im Ursulinenkloster in Québec.

#### Apostolischer Vikar von Oberkanada
Im folgenden Jahrzehnt blieb Macdonell eine zuverlässige Stütze der protestantisch dominierten königstreuen Provinzregierung unter dem neuen Vizegouverneur Peregrine Maitland. Er gründete die Highland Society of Canada und gewann Maitland als ersten Präsidenten; er selbst wurde Vizepräsident. Er wurde Mitglied der Kommission, die die teilweise strittige Grenzziehung zwischen Nieder- und Oberkanada festlegte, und erzielte weitere Erfolge hinsichtlich der staatlichen Besoldung der katholischen Priester und Lehrer, unter anderem mit dem Hinweis auf die große Zahl irischer katholischer Einwanderer, die traditionell königskritisch waren.
Von 1823 bis 1825 hielt sich Macdonell in London auf. Er verhandelte weiter in der Besoldungsfrage und in der Frage der Gründung eigenständiger katholischer Diözesen aus dem Mutterbistum Québec. Er riet ab von der geplanten Vereinigung der Provinzen Nieder- und Oberkanada. In Schottland begegnete er John Galt, gab ihm wertvolle Informationen über die Siedlungsbedingungen in Kanada und erhielt im Gegenzug ein prominentes Grundstück für eine katholische Kirche in Guelph.
Als Ergebnis von Macdonells Loyalität und Verhandlungsgeschick erfolgte die Gründung der drei Bistümer Kingston (1826), Charlottetown (1829) und Halifax/Nova Scotia (1842) sowie die Erhebung Québecs zum Erzbistum. Macdonell wurde der erste Diözesanbischof von Kingston.

#### Bischof von Kingston
Politisch agierte er, in Konkurrenz mit protestantisch-loyalen, irisch-katholischen und oppositionellen Kräften wie William Lyon Mackenzie, weiter im Sinn unbedingter Loyalität. Öffentliches Aufsehen erregte seine Versetzung und schließlich Suspendierung des irischstämmigen Priesters William John O’Grady, den er 1830 zu seinem Generalvikar ernannt hatte, wegen dessen persönlicher Lebensführung und politischer Tendenz. Die staatlichen Stellen, an die O’Grady appellierte, unterstützten jedoch den Bischof. Mit dem 1828 ernannten Vizegouverneur John Colborne entwickelte sich ein Vertrauensverhältnis. 1830 wurde Macdonell in den Legislativrat von Oberkanada berufen, wogegen Mackenzie erfolglos intervenierte. Für Macdonell bedeutete das die Bestätigung, dass in Britisch-Nordamerika die anglikanische Kirche von England, die presbyterianische Kirche von Schottland und die römisch-katholische Kirche nun gleichermaßen staatstragend waren.
Auf seinen Wunsch hin erhielt Macdonell 1833 als Koadjutor den Französisch-Kanadier Rémi Gaulin, der geeignet war, zwischen den schottischen und den in immer größerer Zahl einwandernden irischen Katholiken zu vermitteln.
Bei den Wahlen zur Provinzversammlung von 1834 verloren die Tories ihre sicher geglaubte Mehrheit zugunsten disparater Gruppen von gemäßigten und radikalen Reformern. Diese vereinigten sich in der Ablehnung des politischen Einflusses von John Strachan und Alexander Macdonell – was die beiden Kirchenführer wieder einander näherbrachte. Macdonell unterstützte nun Strachans Bestreben, zum Bischof ernannt zu werden; aber erst 1839 wurde dieser der erste anglikanische Bischof von Toronto.
Der Konflikt zwischen Macdonell und Mackenzie und dessen Anhängern spitzte sich weiter zu. Der Bischof wurde der Veruntreuung von Stiftungsgeldern beschuldigt. 1836 brachte ein neuer Wahlkampf heftige Auseinandersetzungen, in deren Verlauf Macdonell sich die gesteigerte Hochachtung der protestantisch-konservativen Kräfte erwarb. Diese setzte er ein, um den Plan eines staatlich kofinanzierten Diözesanseminars sowie die Errichtung einer Kirchenprovinz für ganz Britisch-Nordamerika voranzutreiben. Er kritisierte aber auch die Oligarchie einer kleinen Machtelite in und um Toronto.
Während der Unruhen von 1838 nach der Ausrufung der Republik Kanada durch Mackenzie bot Macdonell, 76-jährig, noch einmal an, ein Regiment von Glengarry Fencibles aufzustellen und persönlich zu begleiten, wozu es jedoch nicht kam.
Im Sommer 1839 reiste er nach London, Irland und Schottland, um für sein Seminar zu werben, für das er zuvor noch den Grundstein gelegt hatte. In Irland erkrankte er an einer Lungenentzündung und starb im Januar 1840 im schottischen Dumfries. Seine sterblichen Überreste wurden zunächst in Edinburgh aufbewahrt und 1861 in die Kathedrale von Kingston überführt.

## Ehrung
Am 4. Juni 1924 ehrte die kanadische Regierung, vertreten durch den für das Historic Sites and Monuments Board of Canada zuständigen Minister, Macdonell für sein Wirken und erklärte ihn als einen der Ersten zu einer „Person von nationaler historischer Bedeutung“.